# John W. Gardner
Pour les articles homonymes, voir John Gardner et Gardner.
John William Gardner, né le 8 octobre 1912 à Los Angeles (Californie) et mort le 16 février 2002 à Palo Alto (Californie), est un homme politique américain. Membre du Parti républicain, il est secrétaire à la Santé, à l'Éducation et aux Services sociaux entre 1965 et 1968 dans l'administration du président Lyndon B. Johnson.

## Distinction
- 1964 : Médaille présidentielle de la Liberté